# 505 г. пр.н.е.

## Събития

### В Азия

#### В Персийската империя
- Цар на Персийската (Ахеменидска) империя e Дарий I (522 – 486 г. пр.н.е.).[1]

### В Европа

#### В Римската република
- Консули (505/504 г.пр.н.е.) са Марк Валерий Волуз и Публий Постумий Туберт.
- В периода 505 – 500 г. пр.н.е. римляните водят няколко успешни походи срещу сабините.[2]
- Консулите са наградени с триумф за победа над сабините през тази година.[3]

#### В Сицилия
- Клеандър става тиран на град Гела и управлява през следвщите седем години.[4]